# Anton de Komstraat
De Anton de Komstraat, tot 1981 de Pontewerfstraat, is een straat in Paramaribo, Suriname. De straat ligt tussen de Johan Adolf Pengelstraat en de Zwartenhovenbrugstraat in de wijk Frimangron. In deze straat werd Anton de Kom (1898-1945) geboren.

## Pontenwerf
De oorspronkelijke naam, Pontewerfstraat, verwijst naar de werf waar ponten gebouwd en onderhouden werden. Op een kaart uit 1823 staat de naam pontenwerven beschreven aan het eind van de Saramaccastraat, tussen de Pontewerfstraat en de Drambrandersgracht aan de Surinamerivier.
Pont verwijst in Suriname naar meerdere typen boten, maar in het algemeen niet naar het type dat bestemd is voor passagiersvervoer tussen twee aanlegplaatsen. In Suriname ging het vooral om boten die gebruikt werden om producten als suiker, koffie en cacao van de plantages naar Paramaribo te vervoeren, waar ze overgeladen werden in zeeschepen. Op de plantages werden kleinere ponten gebruikt.
De vraag naar ponten nam rond 1900 om verschillende redenen af, waardoor er ook een eind kwam aan de pontenwerven. Op het terrein bij de Pontewerfstraat bevond zich in de 20e eeuw een houtmarkt en later een abattoir. Begin 21e eeuw bevindt zich er een technisch bedrijf.

## Gebouwen
Op de hoek met de Zwartenhovenbrugstraat stond Hotel Bardancing La Vida, dat in 2014 gedeeltelijk afbrandde. Verder bevinden zich in de straat een restaurant, enkele winkels, bedrijven, groothandels en woonhuizen.

### Geboortehuis van Anton de Kom

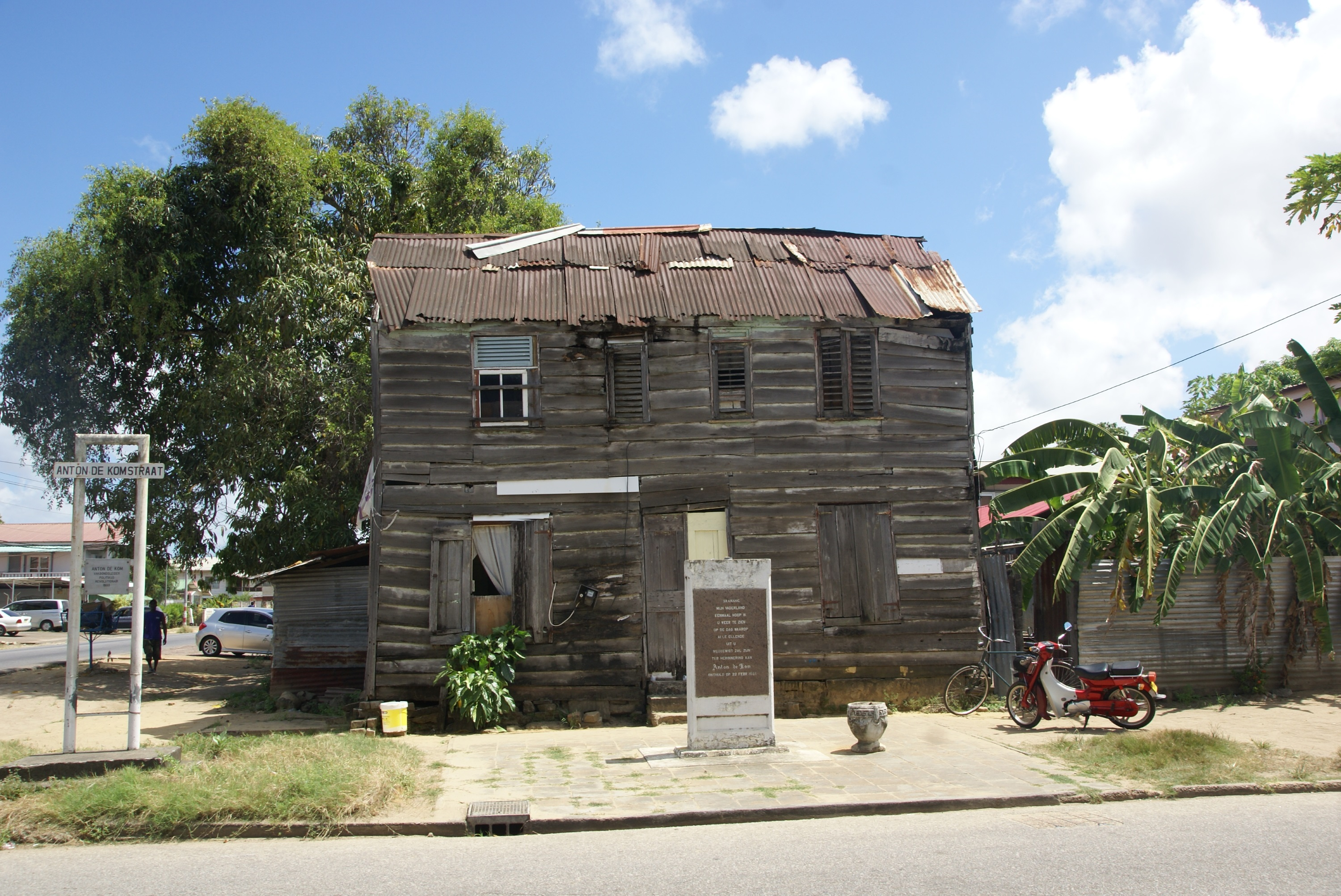
Geboortehuis van Anton de Kom, 2016

In 1981 werd de Pontewerfstraat hernoemd naar de Anton de Komstraat, ter ere van Anton de Kom. In de straat was het houten geboortehuis van Anton de Kom te vinden. Eind december 2021 stortte het in. Er zijn plannen om daar een replica te bouwen.

## Gedenktekens
Voor het geboortehuis van Anton de Kom staat een granieten gedenksteen ter ere van hem die op 22 februari 1985 werd onthuld. Honderd meter verderop, aan de Anton de Komstraat 29, onthulde dc Mohamed Kasto op 8 maart 2012 een kunstwerk in de vorm van een wastobbe, naar het ontwerp van Stanley UItenloo. Hij is de zoon van de wasvrouw, alleenstaande moeder en sociaal werkster A.G.A. Uitenloo-Buttenbley. Het is een eerbetoon aan het sociaal werk onder vrouwen in Frimangron en geschonken aan de vrouwenorganisatie Uma Fu Frimangron.
| Onderwerp                                     | Type                 | Kunstenaar                             | Onthulling | Locatie                | Omschrijving                 |
| --------------------------------------------- | -------------------- | -------------------------------------- | ---------- | ---------------------- | ---------------------------- |
| Gedenksteen voor Anton de Kom                 | gedenksteen          | onbekend                               | 1985       | voor geboortehuis      | politiek activist            |
| Monument voor wed. A.G.A. Uiterloo-Buttenbley | aardewerken wastobbe | onbekend, ontwerp van Stanley UItenloo | 2012       | voor Uma Fu Frimangron | wasvrouw en sociaal werkster |